# 肯尼湖 (阿拉斯加州)
肯尼湖（英語：Kenny Lake）是位於美國阿拉斯加州瓦爾迪茲-科爾多瓦人口普查區的一個人口普查指定地區。根據2010年美國人口普查，該地共人口355人，而該地的面積約為505.60平方千米。

## 地理
肯尼湖的座標為61°42′12″N 144°53′48″W / 61.70333°N 144.89667°W，而該地的平均海拔高度為369米（即1211英尺）。